# Собствени стойности и собствени вектори
В линейната алгебра собствен вектор на даден линеен оператор е ненулев вектор, чийто образ е колинеарен с първообраза. Коефициентът на пропорционалност се нарича собствена стойност

## Формално определение
Нека T е линеен оператор над векторното пространство V, а v е ненулев вектор във V. Векторът v се нарича собствен вектор на T тогава и само тогава, когато
{\displaystyle T(\mathbf {v} )=\lambda \mathbf {v} }
за някой скалар λ. Скаларът λ се нарича собствена стойност на T, съответстваща на вектора v.
Съществува биекция между квадратните матрици от тип n × n и линейните оператори над n-мерно векторно пространство (при предварително избран произволен негов базис).
В крайномерно векторно пространство V определението по-горе може да се преформулира така:
{\displaystyle A\mathbf {u} =\lambda \mathbf {u} ,}
където A е матричното представяне на линейния оператор T, а u е векторът от координатите на v.